# Savalan
Savalan è un comune dell'Azerbaigian situato nel distretto di Qəbələ. Conta una popolazione di 294 abitanti.